# Крива Великого Гетсбі

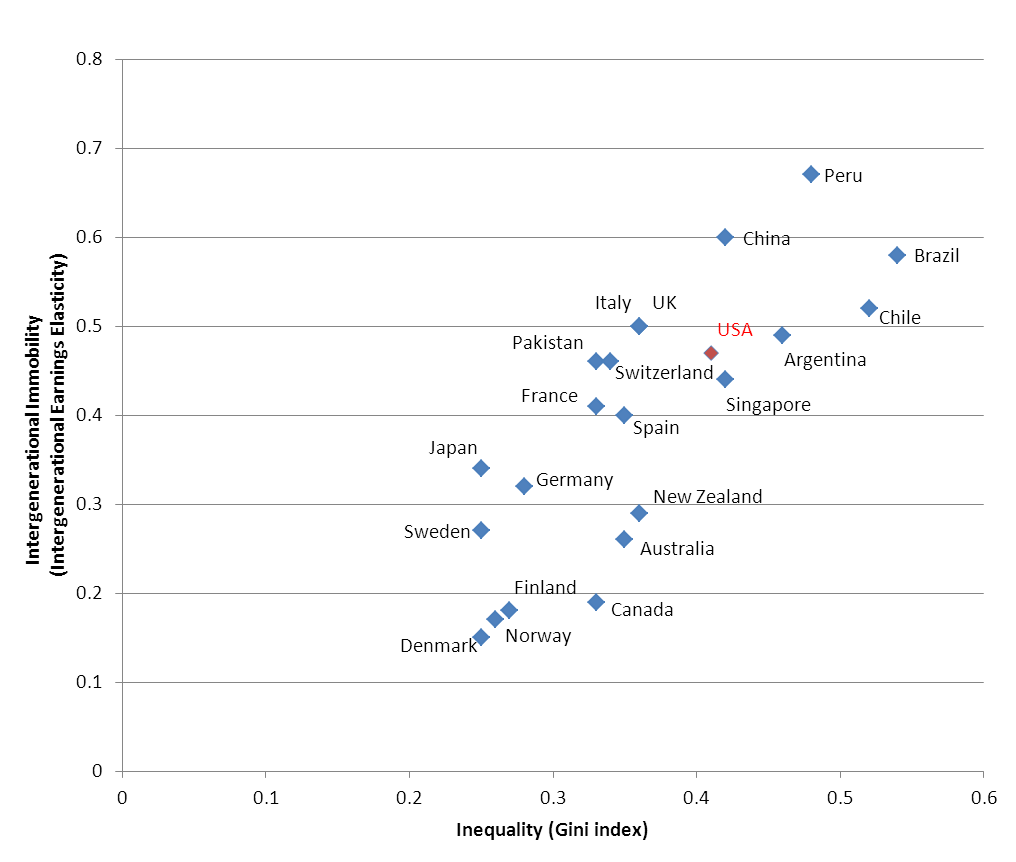
Крива Великого Гетсбі

Крива Великого Гетсбі - це діаграма, що відображає взаємозв'язок між нерівністю та низькою соціальною мобільністю між поколіннями у розвинутих країнах світу.

## Огляд
Крива була представлена у виступі 2012 року головою Ради економічних радників Аланом Крюгером    та Економічним звітом президента перед Конгресом  використовуючи дані економіста праці Майлза Корака. Назву придумав колишній економіст Ради економічних радників (СЕА)  за що йому вручили пляшку вина в якості винагороди.  Крива пов’язує еластичність доходів між поколіннями - міру збереження доходів між батьками та їх дітьми - та нерівність у США та дванадцяти інших розвинених країнах,  хоча деякі версії кривої включають країни, що розвиваються.  Країни з низьким рівнем нерівності, такі як Данія, Норвегія та Фінляндія, мають найбільшу мобільність, тоді як дві країни з найвищим рівнем нерівності - Чилі та Бразилія - мають найнижчу мобільність.
Назва кривої відноситься до роману Ф. Скотта Фіцджеральда "Великий Гетсбі" . Одноіменний персонаж, Джей Гетсбі, втілює (парадоксальну) концепцію мобільності, переходячи від бутлегера до еліти на північному узбережжі Лонг-Айленда. 
Журналіст Роберт Ленцнер та адвокатка Нріпендра Чакраварті називають це "дуже лякаючою кривою, яка вимагає уваги з боку політики".  Крюгер передбачав, що "збереження переваг і недоліків доходу, який передається від батьків дітям", зросте приблизно на чверть для наступного покоління в результаті зростання нерівності, яка спостерігається в США за останні 25 років. " 